# Transport for London

Logo TfL

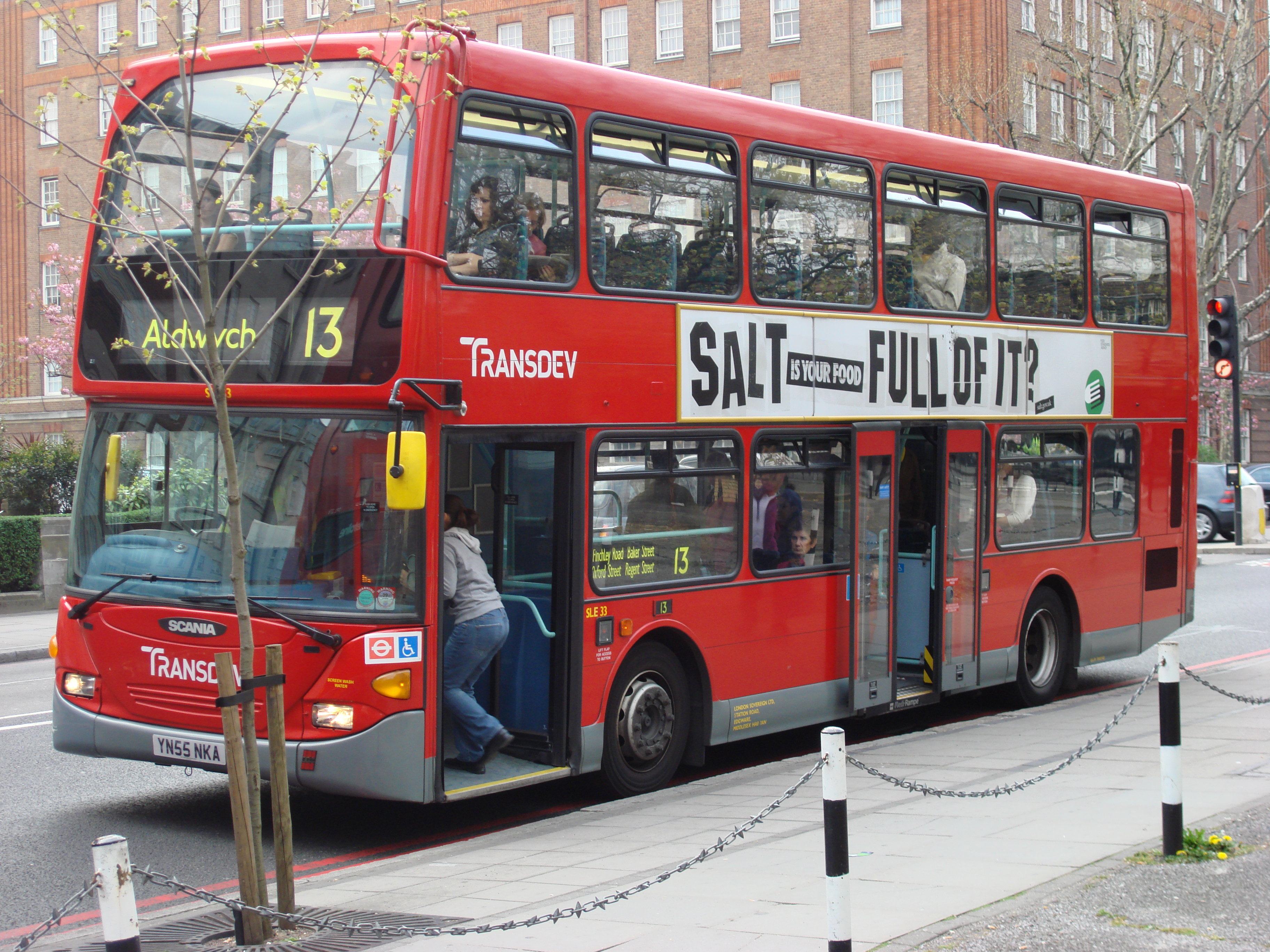
Symbolem londyńskiej komunikacji miejskiej są w oczach wielu cudzoziemców piętrowe autobusy

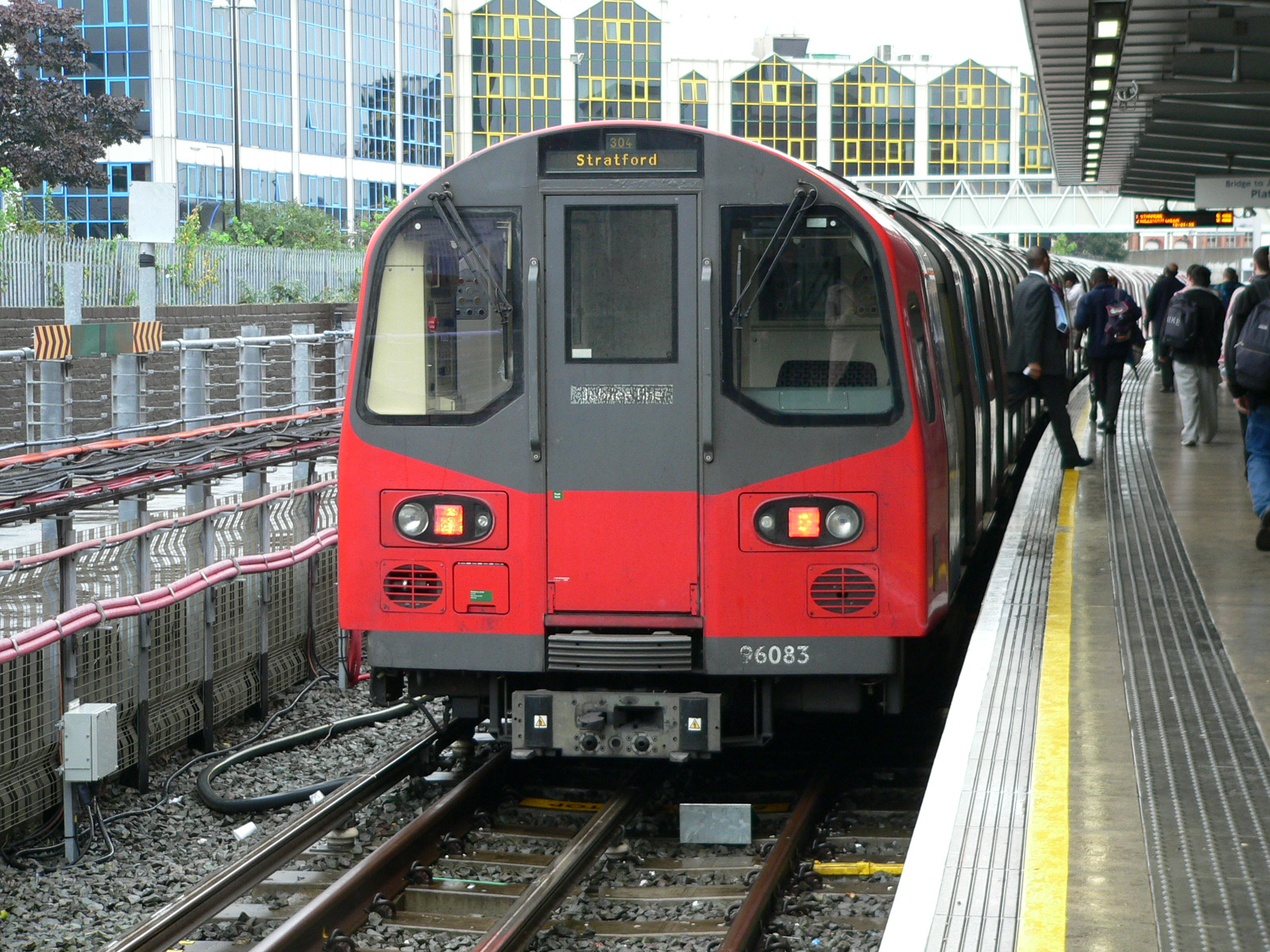
Pociąg metra londyńskiego

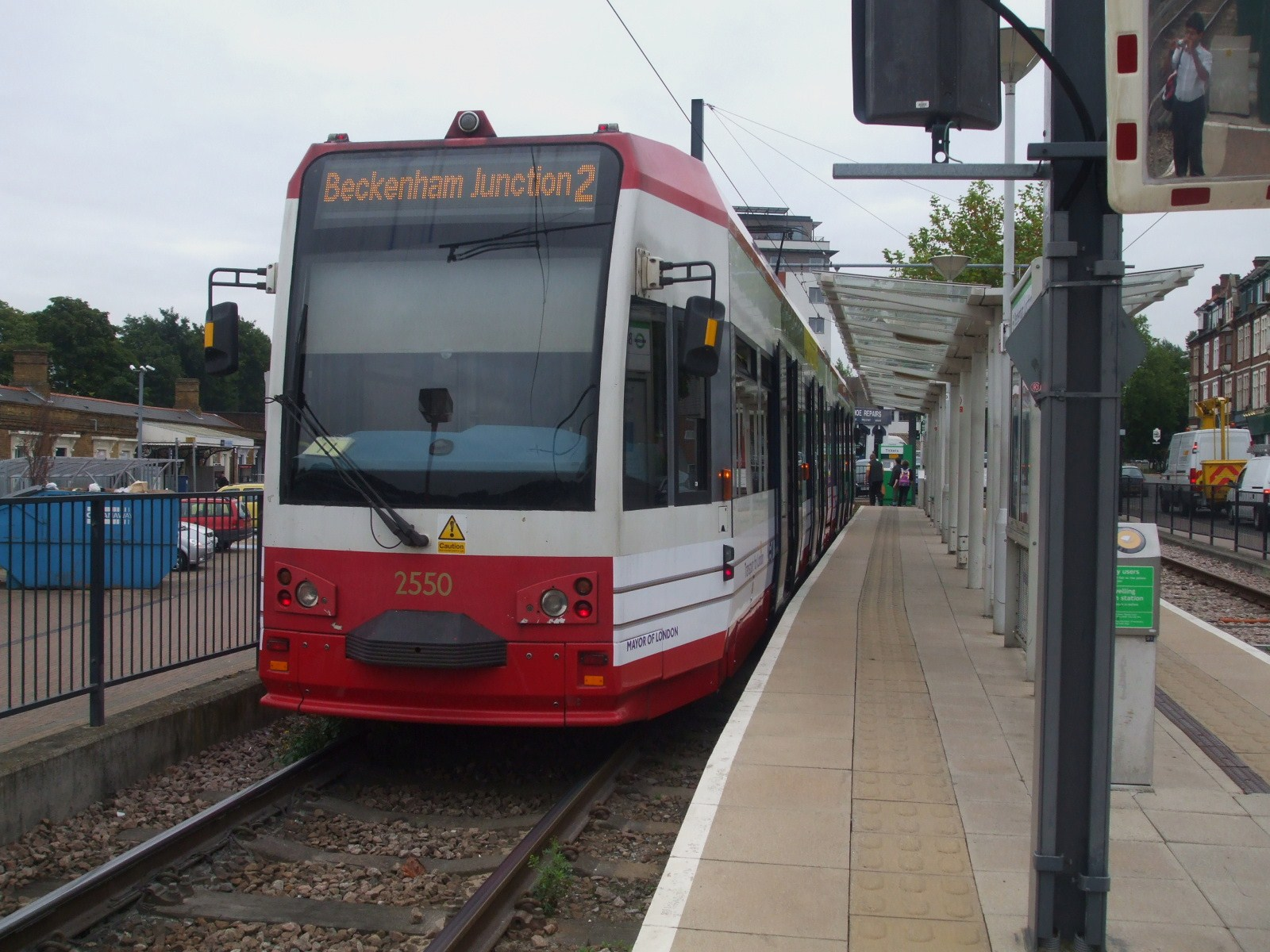
Tramwaj w Londynie

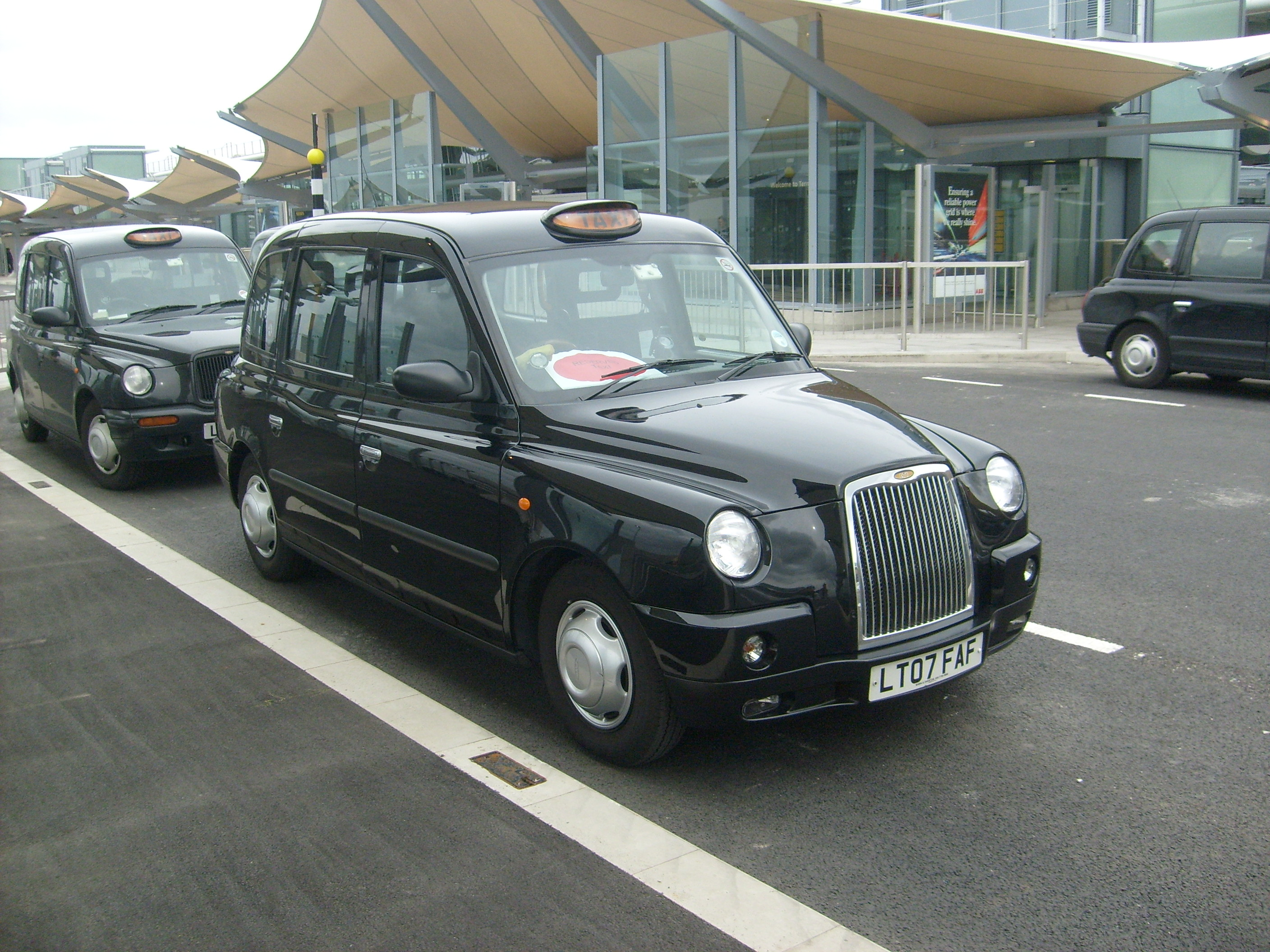
Londyńskie taksówki

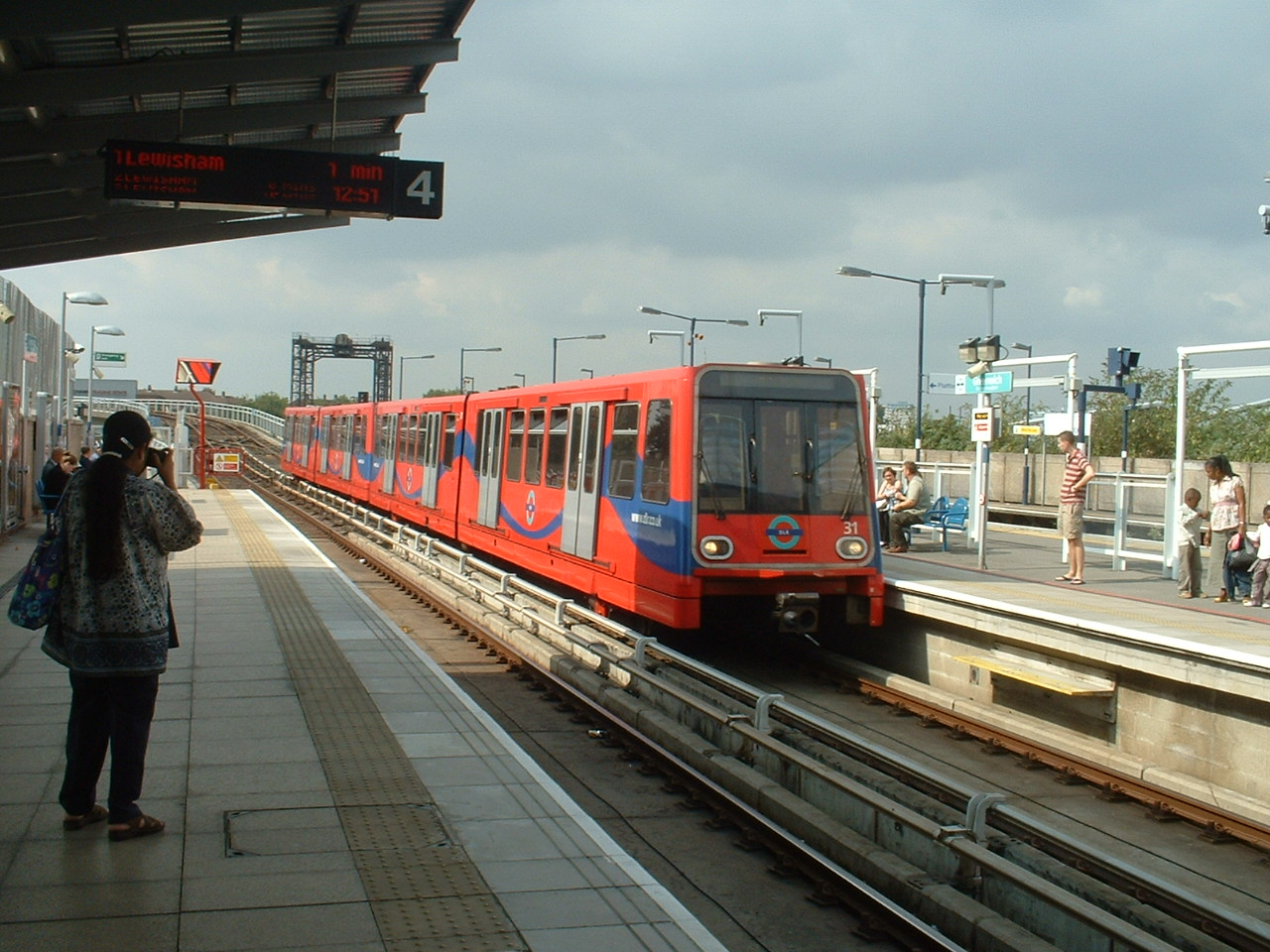
Pociąg Docklands Light Railway

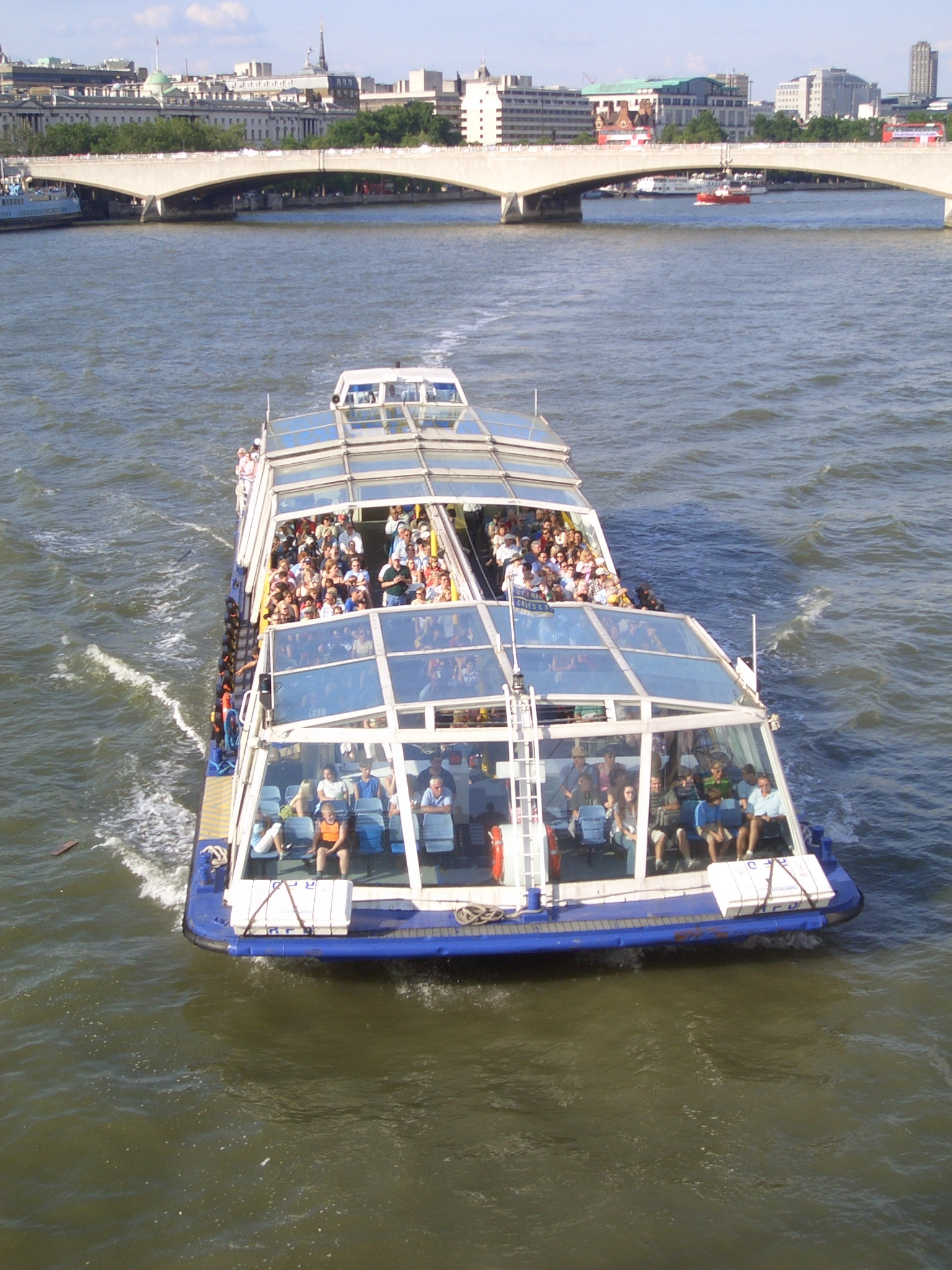
Statek wycieczkowy na Tamizie

Transport for London (TfL) – jednostka organizacyjna samorządu terytorialnego Wielkiego Londynu odpowiedzialna za kwestie transportu, w tym komunikacji publicznej. TfL zajmuje się zarówno bieżącym zarządzaniem infrastrukturą transportową (często za pośrednictwem wyłonionych w przetargach ajentów), jak i wdrażaniem długoterminowych strategii przyjmowanych przez władze Londynu.

## Historia i władze
TfL powstał w roku 2000 jako część Greater London Authority w wyniku reformy administracji lokalnej w Londynie, przeprowadzanej na podstawie przyjętej w 1999 ustawy o władzach Wielkiego Londynu (Greater London Authority Act 1999). Scalanie wszystkich miejskich jednostek zajmujących się transportem w jedną strukturę trwało do roku 2003 – jako ostatnie TfL podporządkowane zostało metro londyńskie. 
Najwyższym organem TfL jest zarząd, powoływany przez burmistrza Londynu, który przewodniczy też jego posiedzeniom. Na co dzień organizacją zarządza komisarz ds. transportu w Londynie, mianowany przez zarząd.

## Struktura
TfL dzieli się na trzy główne części, z których każda posiada liczne jednostki podległe:
- Metro londyńskie
  - Dział BCV (odpowiada za Bakerloo Line, Central Line i Victoria Line)
  - Dział JNP (odpowiada za Jubilee Line, Northern Line i Piccadilly line)
  - Dział SSR (odpowiada za pozostałe linie)
- London Rail (dział transportu szynowego)
  - dział współpracy z przewoźnikami kolejowymi działającymi na terenie Londynu
  - London Overground
  - Docklands Light Railway (DLR)
  - London Trams (odpowiada za eksploatację sieci Tramlink oraz prace przygotowawcze do budowy dwóch kolejnych sieci tramwajowych)
- Dział transportu na powierzchni (surface transport)
  - London Buses (miejska komunikacja autobusowa)
  - London Dial-a-Ride (usługi transportowe dla osób niepełnosprawnych)
  - London River Services (pasażerski transport rzeczny na Tamizie)
  - London Streets (zarządzanie najważniejszymi drogami - pozostałe leżą w kompetencji dzielnic - oraz pobieranie opłat ekologicznych za wjazd do centrum (congestion charge)
  - Public Carriage Office (wydawanie licencji taksówkarskich itp.)
  - Dworzec Autobusowy Victoria
  - Cycling Centre of Excellence (kwestie rowerzystów, Barclays Cycle Hire)
  - Walking (kwestie pieszych)
  - London Road Safety Unit (kontrola biletów, zapewnianie bezpieczeństwa pasażerom)
  - Traffic Enforcement (kontrola przestrzegania przepisów drogowych, w tym parkingowych, na drogach zarządzanych przez London Streets)
  - Freight Unit (kwestie transportu towarowego)

Ponadto częścią TfL jest także London Transport Museum.

## Bilety
Ogólną zasadą jest, iż każdy ze środków transportu publicznego znajdujących się pod zarządem TfL posiada własną taryfę biletową. Od zasady tej istnieją dwa wyjątki, a mianowicie wspólne bilety na metro i DLR oraz na autobusy i tramwaje. W Londynie stosuje się także elektroniczną kartę miejską (tzw. Oyster card). Można z niej korzystać na dwa sposoby. Pierwszym jest zakodowanie na niej biletu okresowego (o ważności od 1 dnia do 1 roku), zgodnie z odpowiednią taryfą. Druga możliwość to doładowanie karty pewną sumą pieniędzy (tak jak np. telefonu w systemie pre-paid). Kiedy pasażer zbliża kartę np. do bramki w metrze, z jego konta automatycznie odliczana jest suma równa cenie odpowiedniego biletu. Ten drugi wariant zwany jest w Londynie pay as you go (w skrócie PAYG).